# Pellenes negevensis
Pellenes negevensis es una especie de araña saltarina del género Pellenes, familia Salticidae. Fue descrita científicamente por Prószynski en 2000.
Habita en Israel.